# Insuficiencia respiratoria nasal
La insuficiencia respiratoria nasal (IRN) o insuficiencia ventilatoria nasal es la dificultad para respirar por la nariz. Puede presentarse por diversas razones aisladas o conjuntas como desviación del tabique nasal, rinitis crónica o hipertrofia de los cornetes nasales.

## Causas
- Ausencia de narinas (nacer sin ellas) o narinas pequeñas.
- Debilidad de los cartílagos alares y de los músculos (colapso alar).
- Vestíbulo fosal estrecho con válvulas respiratorias colapsadas que impiden respirar.
- Alteraciones óseas: Desviación del tabique nasal o traumatismos en la pirámide.
- Cornetes:

- Inflamación de los cornetes.
- Causas hormonales en la mujer en la parte del ciclo progesterónica, en la que hay una mayor cantidad de agua en el organismo y hace que respiren peor.
- Infección de la mucosa que produce edema hasta hipertrofia o hiperplasia produciendo mayor cantidad de moco y, por tanto, menor espacio en las fosas nasales.
- Formaciones tumorales (pólipos) que crean un compromiso de espacio.
- Cuerpos extraños que obstruyen la fosa nasal.
- Imperforación de las coanas en el nacimiento, con lo cual no respira.
- Vegetaciones adenoideas muy grandes: el niño tiene una cara característica: boca abierta, labios engrosados, nariz saliente llamada fascia adenoidea.

## Complicaciones frecuentes
La insuficiencia ventilatoria nasal crea una importante presión positiva en la rinofaringe durante la deglución, lo cual predispone a la otitis media por entrada de contenido rinofaringeo a través de la trompa de Eustaquio.